# .ec
.ec는 에콰도르의 인터넷 국가 코드 최상위 도메인이다.

## 도메인 및 하위 도메인
등록은 2차 도메인 수준이나 다음 이름 아래의 3차 도메인 수준에서 직접 이루어진다.
- .EC 일반 용도
- .COM.EC 상업적 사용
- .INFO.EC 일반 정보
- .NET.EC 인터넷 서비스 제공업체
- .FIN.EC 금융 기관 및 서비스
- .MED.EC 의료 및 건강 관련 기관
- .PRO.EC 변호사, 건축가, 회계사 등 전문가
- .ORG.EC 비영리 조직 및 단체.
- .EDU.EC 교육 기관.
- .GOB.EC 에콰도르 정부, 2010년 7월 이후
- .GOV.EC 이전에는 에콰도르 정부에서 사용되었다. 2010년에 GOB.EC로 대체됨
- .MIL.EC 에콰도르군